# شهرستان تووز
شهرستان تووز (به لاتین: Tovuz) نام بخشی است در شمال غربی جمهوری آذربایجان و هم مرز با ارمنستان و گرجستان. مرکز این بخش شهری به همین نام است. این بخش ۱۹۴۲۵ کیلومتر مربع وسعت و جمعیتی بالغ بر ۱۵۲٬۰۰۰ نفر دارد.

## متولدین قابل توجه
- قنیره پاشایوا
- حسین بوزالقانلی